# Gibsit
Gibsit je ena od mineralnih oblik aluminijevega hidroksida (Al(OH)3). Običajno se označuje z γ-Al(OH)3, včasih tudi z α-Al(OH)3 ali hidrargilit. 
Gibsit je ena od treh najpomembnejših sestavin aluminijeve rude boksita, katerega se je včasih obravnavalo kot mineral. Druge sestavine boksita so bemit (γ-AlO(OH)), diaspor (α-AlO(OH)), glina, mulj ter železovi oksidi in hidroksidi. 
Gibsit ima tri strukturne polimorfe ali politipe: bajerit, ki se pogosto označuje z α-Al(OH)3, včasih pa tudi z β-Al(OH)3, dojleit in nordstrandit. Gibsit in bajerit kristalizirata v monoklinskem, dojleit in nordstrandit pa v triklinskem kristalnem sistemu.

## Poimenovanje
Gibsit je dobil ime po ameriškemu mineralogu in zbiralcu mineralov Georgeu Gibbsu (1776-1833). Njegovo zbirko je na začetku 19. stoletja prevzela Univerza Yale. 

## Struktura
Kristalna strutura je zanimiva in analogna osnovni strukturi sljud. Osnovna struktura je sestavljena iz sklada med seboj povezanih oktaedrov aluminijevega hidroksida. Oktaedri so zgrajeni iz centralnih aluminijevih ionov Al+3, vezanih na šest oktaedrično koordiniranih hidroksidnih ionov z nabojem -1.  Ker je vsak hidroksid vezan samo na dva aluminijeva iona, je ena tretjina oktaedrov brez centralnega aluminijevega iona. Rezultat takšne vezave je električno nevtralen sklad, ker se naboja +3/6 = +1/2 (naboj aluminija +3 deljen s šestimi vezmi s hidroksidi) in -1/2 (naboj hidroksida -1 deljen z dvema vezema z aluminijem), izničita. Pomanjkanje naboja na skladih gibsita povzroči, da so vezi med skladi šibke, kristali pa so zato zelo mehki in lahko klavni. 
Struktura gibsita je zelo sorodna strukturi brucita (Mg(OH)2). Zaradi manjšega naboja magnezija v brucitu (+2) v primerjavi z nabojem aluminija v gibsitu (+3) ni potrebe, da bi bila ena tretjina oktaedrov zaradi električne nevtralnosti brez centralnega iona. Različni simetriji gibsita in brucita sta posledica različnega načina zlaganje osnovnih skladov. 
Enak osnovni sklad kot gibsit ima tudi mineral korund (Al2O3), samo da so hidroksidi zamenjani s kisikom. Ker ima kisik naboj -2,  skladi niso nevtralni, zato morajo biti vezani na aluminij iz sosednjega zgornjega in spodnjega sklada. S takšno vezavo nastane značilna prostorska mrežna struktura korunda.  
Gibsit je zanimiv tudi zato, ker se pogosto pojavlja kot del strukture drugih mineralov. Nevtralni sloji aluminijevega hidroksida se pojavljajo v sendvičih med silikatnimi skladi na primer v ilitu, kaolinitu in v montmorijonitno/smektitni skupini. Posamezni skladi so identični posameznim skladom gibsita, zato se imenjejo gibsitni skladi.

## Vir
- Hurlbut, Cornelius S.; Klein, Cornelis (1985). Manual of Mineralogy (20 izd.). John Wiley & Sons, New York. COBISS 12123141. ISBN 0-471-80580-7.